# シルヴェイナス・モーリー
シルヴェイナス・グリスウォルド・モーリー（英語: Sylvanus Griswold Morley、1883年6月7日 - 1948年9月2日）は、アメリカ合衆国の考古学者、碑文研究家。20世紀前半のカーネギー研究所によるマヤ文明調査を率いた。

## 経歴
モーリーはペンシルベニア州チェスターに生まれた。10歳のときに家族とともにコロラド州コロラドスプリングスに引っこした。1904年にペンシルベニア士官学校を卒業した後にハーバード大学に入った。はじめモーリーはエジプト考古学に関心を持っていたが、ハーバードのフレデリック・ウォード・パトナムの勧めでマヤ研究に移った。1908年にハーバードの修士の学位を得た。
ハーバード時代の1907年にはじめてユカタン半島を調査した。1909年から1914年まではアメリカ考古学院(SAA)のエドガー・リー・ヒューイットのもとでユカタン北部とキリグアを調査した。1914年にはウスマシンタとペテンを調査した。
1914年、モーリーはカーネギー研究所に対してマヤ碑文の全面的な調査を行う計画を提出した。この計画は認められ、1915年からモーリーはカーネギー研究所の考古学者としてマヤの発掘調査を主導した。モーリーはコパン、ペテン、チチェン・イッツァなどを調査した。1929年の改組で歴史研究部門の主任はアルフレッド・V・キダーとなり、モーリーは碑文研究を主に行うようになった。
当時、アメリカ合衆国ではチューインガムが流行し、原料のチクルを採集するためにチクレロと呼ばれる人々が森の中にはいって、そこでマヤの遺跡を発見することがあった（遺跡となる前のマヤの町でサポジラを栽培していたため）。モーリーは賞金を出して新しい遺跡の情報を集めた。ワシャクトゥンの遺跡はモーリーによって発見された。
1920年にペンシルベニア士官学校の名誉博士号を贈られた。ペテン碑文研究によりグアテマラのケツァル勲章が贈られ、コパンの名誉市民でもあった。
1947年にニューメキシコ博物館長に就任したが、1948年にサンタフェで没した。

## 研究内容・主な業績
- 1916年の論文で、モーリーはマヤ碑文に出てくる日付の記載のうち、「Supplementary Series」と呼ばれる部分の解明に先鞭をつけた[5]。
- モーリーはジョセフ・グッドマンの長期暦と西暦の対照を1909年に否定し、その後はスピンデン対照法が長く採用されたが、後にエリック・トンプソンによってグッドマンの方が正しいことが示され、1938年の『The Inscriptions of Peten』の附録では自説を取り消した[7]。
- モーリーは『ナショナルジオグラフィック』にマヤ文明に関する一般向けの記事を執筆し、多くの人々がモーリーを読んでマヤ研究に向かった[4]。

## 批判
マイケル・D・コウは、チチェン・イッツァを17年にわたって調査したにもかかわらず謎のままであったことを指摘し、モーリーに大規模プロジェクトのリーダーとしての才能がなかったと批判している。また、モーリーの著書も出来が悪く、暦以外の部分を無視していると批判している。

## 主な著書
- “The inscriptions of Naranjo, northern Guatemala”. American Anthropologist New Series 11 (4):  543-562. (1909). JSTOR 659847.
- An Introduction to the Study of the Maya Hieroglyphs. Washington D.C.: government Printing Office. (1915)
- “The Supplementary Series in The Maya Inscriptions”. Holmes Anniversary Volume: Anthropological Essays. (1916). pp. 366-396
- “The Hotun as the Principal Chronological Unit of the Old Maya Empire”. Proceedings of the Nineteenth International Congress of Americanists, held at Washington, December 27-31, 1915. Washington. (1917). pp. 195-201
- The Inscriptions at Copan. Carnegie Institution of Washington. (1920)
- The Inscriptions of Peten. Carnegie Institution of Washington. (1937-1938)（2巻）
- The Ancient Maya. Stanford University Press. (1946)（一般向けの書籍。1994年に5版）
- The Maya Chronicles. Carnegie Institution of Washington. (1949)（没後に出版、Alfredo Barrera Vásquez と共著）